# بوستو أرسيتسيو
بوستو أرسيتسيو (Busto Arsizio) مدينة إيطالية بمقاطعة فاريزي في إقليم لومبارديا شمال البلاد ويقطنها 82.962 ساكن. تبعد عن مدينة ميلانو 25 كم شمالا، يعتمد اقتصادها على الصناعة والتجارة، يرجح أن تاريخها يرجع إلى عصر الرومان.

## السكان
في سنة 1861 بلغ عدد السكان 15٬720 نسمة، وتطور العدد ليصل في سنة 2011 لـ 79٬692 نسمة.
يظهر هذا المخطط البياني تطور النمو السكاني لـ بوستو أرسيتسيو

## توأمة
لبوستو أرسيتسيو اتفاقيات توأمة مع كل من:
- ابيني-سور-سين
- دومودوسولا
- نقفا [الإنجليزية]‏
- مدينة تسيشي [الإنجليزية]‏ منذ (2017 - )

## أعلام
- إيروس بايسانو
- مينا
- ميشيل مارا
- أبيل جيلي
- ماتيو غابيا
- ماريو بيانكي